# Вагон класу Люкс

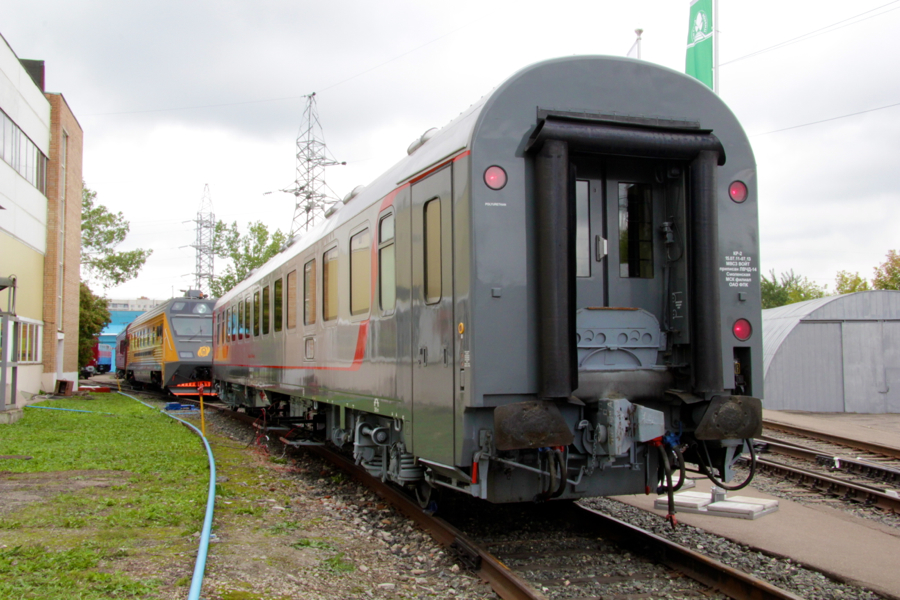
Вагон класу «Люкс» на виставці «Expo 1520»

Вагóн клáсу «Люкс» — один з типів пасажирських вагонів, безумовно комфортніший від купейного вагона.

## Коротка характеристика
У склад поїздів включаються вагони класу «Люкс» декількох різновидів: з шістьма купе в вагоні, з п'ятьма і з чотирма. У вагонах, у яких розташовано чотири купе, обладнаний салон-бар.
Купе вагона класу «Люкс» більше стандартного в 1,5 раза в вагоні із шістьма купе і у 2 рази — з чотирма. В купе два спальних місця: це диван, який трансформується в півтораспальне ліжко шириною 120 см, і верхня полиця шириною 90 см. У купе — крісло і відкидний столик.
У кожному купе — індивідуальний санвузол з умивальником, вакуумним туалетом, який функціонує навіть під час стоянок, і душем (у вагоні з чотирма купе — душовою кабіною). Підлога в санвузлі підігрівається.
У вагоні класу «Люкс» простір кожного купе ізольовано від загального проходу, що йде через весь вагон, глухою перегородкою з дверцятами. Крім того, оскільки в купейному вагоні відсутні бокові місця (а ширина загального проходу залишається незмінною) — довжина спальних місць в купейному вагоні більша ніж довжина небічних спальних місць в плацкартному вагоні.
Зазвичай пасажиру надається гігієнічний набір: мило, шампунь, гель для душу, губка для тіла, шапочка для душа, бритвений набір (бритва, крем для гоління), зубний набір (зубна щітка в індивідуальній упаковці, зубна паста, зубочистки), крем для рук, косметичка, махровий халат, тапочки, вологі та паперові серветки, ватяні палички, ватяні диски, гребінець, засоби по догляду за взуттям.
Купе вагона класу «Люкс» обладнано індивідуальною системою кондиціонування, є телевізор, DVD-програвач та радіо.
У деяких купе вагонів класу «Люкс» для цінних речей передбачений сейф. При необхідності можна викликати провідника вагона, не покидаючи свого місця: в купе знаходиться кнопка виклику.
Пасажирам пропонується свіжа преса. У ряді поїздів гаряча вечеря або сніданок, напої на вибір включені у вартість.
Загальна температура повітря в вагонах класу «Люкс» та купе відповідно до законодавства України має бути не більше 26 °C, а в плацкартних вагонах повинна працювати вентиляція.
Відповідно до Державних санітарних правил та норм гігієни транспорту:
|  | п. 2.4. ... Вентиляція, а у вагонах із кондиціонуванням — кондиціонери повинні бути ввімкнуті влітку за 30 хвилин до посадки пасажирів в вагон; взимку вмикається тільки вентиляція. п. 3.6. На шляху прямування, а також під час подачі поїзду під посадку в зимовий час, перехідний період температура повітря у вагонах усіх типів повинна бути на рівні +20° +/-2°C, а влітку +24° +/-2°C (тільки у вагонах, де є кондиціонери). |

Відповідно до даних правил температура повітря літом у вагонах класу купе та «Люкс» має бути не більше 26 °C. Разом з тим, «Укрзалізниця» не завжди дотримується правил, тому далеко не у всіх вагонах класу «Люкс» і купе є кондиціонери.
Вагони поїздів, обладнані кондиціонерами, позначаються «сніжинкою».
При покупці квитків на сайті вагони позначені «Люкс» із зазначенням класу 1А, 1І, 1М, 1Г.